# Aeroporto Internacional de Sihanoukville
Aeroporto Internacional de Sihanoukville ( IATA: KOS,  ICAO: VDSV ), localizado a 18 quilômetros (11 milhas) a leste da cidade de Sihanoukville na província de mesmo nome, no Camboja é o terceiro aeroporto internacional do país. O aeroporto também é conhecido como Kang Keng Aeroporto. O código IATA e KOS datam do antigo nome de Sihanoukville Kompong Som.

## Companhias aéreas e destinos
A única é a Cambodia Angkor Air com voos para o Aeroporto Internacional de Phnom Penh iniciados em 31 de março de 2013.

## Perfil do aeroporto
- Comprimento da pista: 2.500 metros[4]
- Largura da pista: 40 metros
- Número de Stands: 5